# Soldanella carpatica
Soldanella carpatica — вид квіткових рослин з родини первоцвітових (Primulaceae). Ареал: Польща (Західні Карпати); Словаччина.

## Середовище
Зростає в субальпійському та альпійському поясах. Росте у вологих, багатих перегноєм місцях існування, на вологих скелях і снігових заметах і над верхньою межею лісу.

## Біоморфологічний опис
Багаторічна трав'яниста рослина, 5–10(15) см заввишки, з повзучим кореневищем. Стебло прямовисне, без листя. Листки формують приземну розетку, ниркоподібні, округлі, неглибоко-зубчасті з черешком, шкірясті та м’ясисті, зверху темно-фіолетові, знизу злегка червонуваті, 1–2 см у діаметрі. Квітки зібрані в нещільний зонтик. Вони двостатеві, правильні, 5-чисельні. Чашечка стійка, глибоко 5-роздільна. Віночок синьо-фіолетовий, дзвониковий з щербинками, які доходять до 1/2 квітки. Плід — яйцеподібна коробочка.